# آلست، برن
آلست، برن (به لاتین: Aalst, Buren) یک سکونتگاه مسکونی در هلند است که در خلدرلاند واقع شده‌است.